# Ляхи (Владимирська область)
Ляхи (рос. Ляхи) — село у Мелєнковському районі Владимирської області Російської Федерації.
Входить до складу муніципального утворення Ляховське сільське поселення. Населення становить 1448 осіб (2010).

## Історія
Село розташоване на землях фіно-угорського народу мещери.
Від 10 квітня 1929 року належить до Мелєнковського району, утвореного спочатку у складі Івановської промислової області, а відтак від 14 серпня 1944 року у складі новоутвореної Владимирської області.
Згідно із законом від 11 травня 2005 року входить до складу муніципального утворення Ляховське сільське поселення.

## Населення
| 1859  | 1897  | 1905  | 1926  | 1939  | 1959  | 2002  |
| ----- | ----- | ----- | ----- | ----- | ----- | ----- |
| 1347  | ↗1484 | ↗1917 | ↗2260 | ↗2637 | ↘1864 | ↘1598 |
| 2010  |       |       |       |       |       |       |
| ↘1448 |       |       |       |       |       |       |